# Rozrost

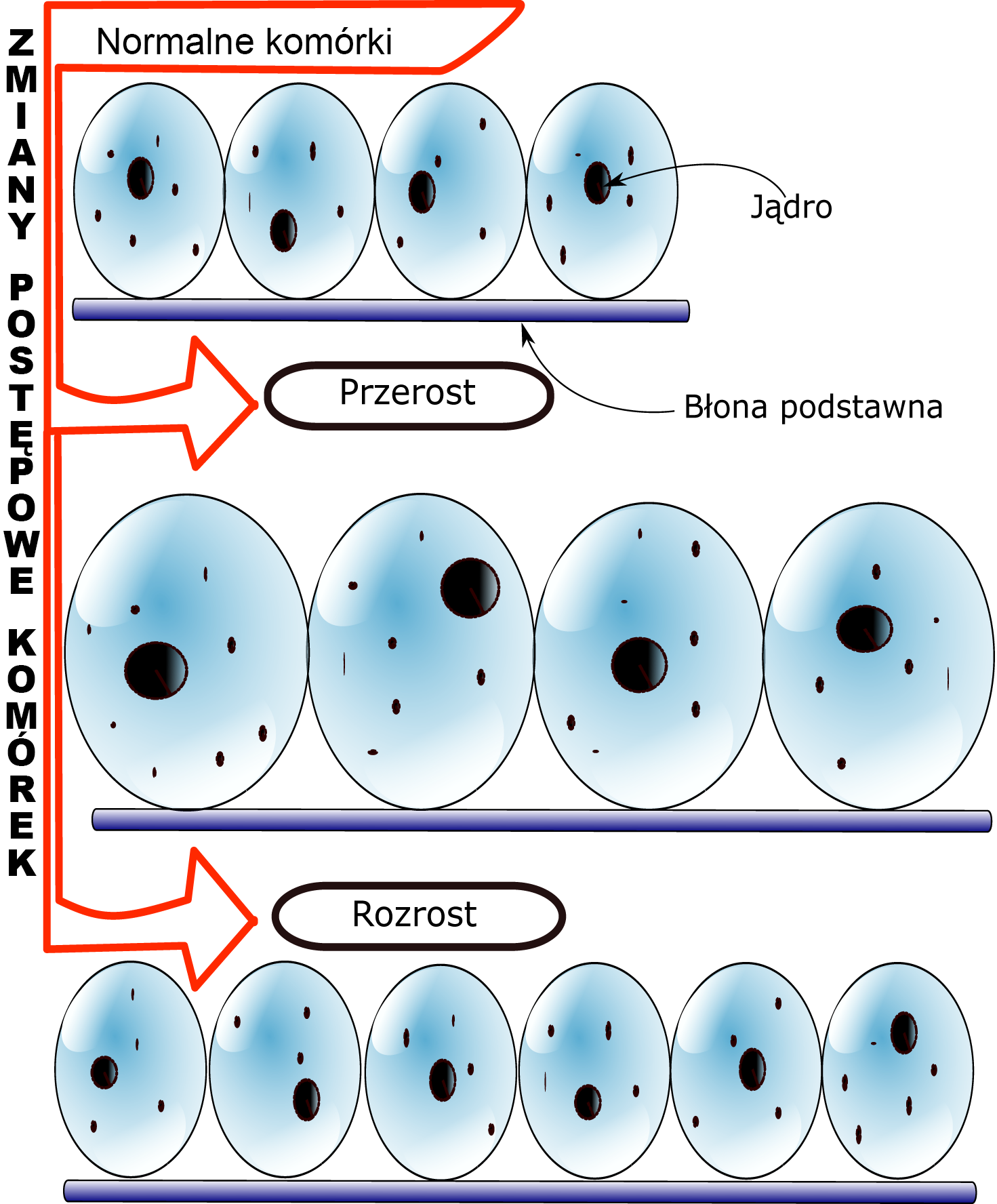
Przerost spowodowany jest wzrostem wielkości komórki, podczas gdy rozrost wynika ze wzrostu liczby komórek.

Rozrost, hiperplazja (łac. hyperplasia) – pojęcie z zakresu patomorfologii oznaczające powiększenie tkanki lub narządu na skutek zwiększenia liczby komórek. Może występować jako zmiana patologiczna, np. rozrost gruczołu krokowego (prostaty), nadmierny rozrost błony śluzowej trzonu macicy w przypadku niedoboru progesteronu lub nadmiaru estrogenów, rozrost tkanki łącznej (bliznowiec), rozrost naskórka spowodowany przewlekłym podrażnieniem (modzel, nagniotek), rozrost naskórka spowodowany zakażeniem wirusowym (brodawka); albo fizjologiczna, np. rozrost nabłonka gruczołowatego sutka w okresie pokwitania i w ciąży, rozrost błony śluzowej trzonu macicy spowodowany stymulacją estrogenami, czy rozrost kompensacyjny wątroby po częściowym jej usunięciu. Rozrost często współistnieje z przerostem (powiększeniem poszczególnych komórek). Zaliczany jest w patomorfologii do zmian postępowych (procesów adaptacyjnych).